# Linia kolejowa Sarny – Kowel
Linia kolejowa Sarny – Kowel – linia kolejowa na Ukrainie łącząca stację Sarny ze stacją Kowel. Zarządzana jest przez dyrekcję rówieńską Kolei Lwowskiej (oddział ukraińskich kolei państwowych). Fragment trasy Kijów – Korosteń – Sarny – Kowel.
Znajduje się w obwodach rówieńskim i wołyńskim. Linia na całej długości jest jednotorowa i niezelektryfikowana.

## Historia
Linia powstała w czasach carskich. Początkowo leżała w Imperium Rosyjskim. W latach 1918–1939 położona była w Polsce, następnie w Związku Sowieckim. Od 1991 znajduje się na Ukrainie.